# Михайловка (Аургазинський район)
Миха́йловка (рос. Михайловка, башк. Михайловка) — присілок у складі Аургазинського району Башкортостану, Росія. Адміністративний центр Михайловської сільської ради.
Населення — 267 осіб (2010; 273 в 2002).
Національний склад:
- башкири — 43%
- росіяни — 33%